# ГЕС Стадфорсен
ГЕС Стадфорсен — гідроелектростанція у центральній частині Швеції. Розташована між ГЕС Svarthålsforsen (вище за течією) та ГЕС Голлефорсен, входить до складу каскаду на одній із найважливіших річок країни Індальсельвен (збудована на ділянці її нижньої течії після виходу з озера Стуршен).
У межах проєкту річку перекрили греблею висотою 36 метрів. Інтегрований у неї машинний зал 1939 року обладнали двома турбінами типу Каплан потужністю по 29,4 МВт, які використовували падіння у 23 метри. Згодом напір довели до 29 метрів, що дало змогу збільшити потужність турбін до 44 МВт. А в 1952-му до них додали третю з подібними характеристиками. Станом на 2005 рік усі гідроагрегати ГЕС було модернізовано, а її загальна потужність досягла 142 МВт.
Наразі обладнання станції здатне виробляти до 0,8 млрд кВт·год електроенергії на рік.